# Snake River (St. Croix River)
Der Snake River ist ein 167 km langer Fluss im Osten des US-amerikanischen Bundesstaates Minnesota. Er ist ein rechter Nebenfluss des in den Mississippi mündenden St. Croix River, der die Grenze Minnesotas zu Wisconsin bildet.

## Verlauf
Nach der Quelle im südlichen Aitkin County verläuft der Fluss zunächst in nordwestlicher Richtung, wendet sich aber nach rund einem Kilometer in einem Bogen nach Süden und fließt östlich an McGrath vorbei. Wenige Kilometer südlich durchfließt der Fluss den Snake River County Park. 
Danach tritt der Snake River in das südlich benachbarte Kanabec County ein und durchfließt im weiteren Verlauf die Hay State Wildlife Management Area. Danach beginnt der Fluss in weiten Schleifen zu mäandrieren. Weiter südlich passiert der Snake River die Stadt Mora, den Verwaltungssitz des Kanabec County und zugleich größte Stadt am Snake River. Rund drei Kilometer südlich von Mora wendet sich der Fluss in östliche Richtung und passiert Grasston.
Östlich von Grasston beginnt das Pine County. Nachdem der Snake River südlich den Pokegama Lake passiert, wird er über eine Brücke von der Interstate 35 gequert. Östlich der Brücke liegt beiderseits des Flusses das Stadtgebiet von Pine City, dem Verwaltungssitz des Pine County. Östlich von Pine City durchfließt der Snake River den Cross Lake. Einige Kilometer östlich tritt der Fluss in den Chengwatana State Forest ein und erreicht die Mündung in den St. Croix River.